# Medetera plumbella
Medetera plumbella är en tvåvingeart som beskrevs av Johann Wilhelm Meigen 1824. Medetera plumbella ingår i släktet Medetera och familjen styltflugor. Enligt den finländska rödlistan är arten sårbar i Finland. Arten är reproducerande i Sverige. Artens livsmiljö är torra gräsmarker. Inga underarter finns listade i Catalogue of Life.